# Santander Cycles

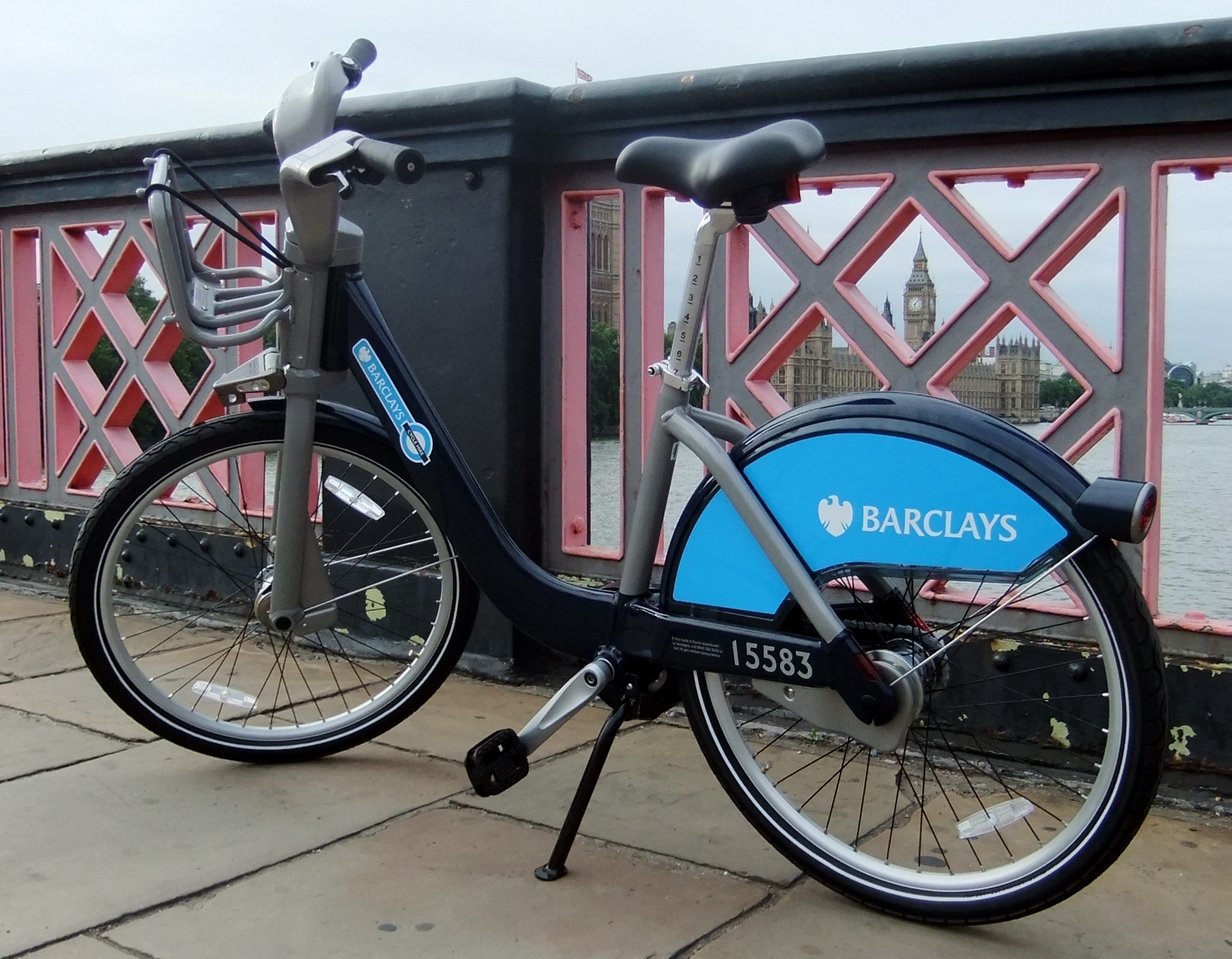
Kolo systému BCH na Lambeth Bridge

Barclays Cycle Hire (zkracováno BCH, cycle hire znamená anglicky půjčovna jízdních kol) je systém sdílení kol v Londýně. Provozuje jej Transport for London, sponzorován je finanční skupinou Barclays. Do provozu byl uveden 30. června 2010 a někdy je mu přezdíváno Boris bikes (tzn. Borisovy bicykly) podle Borise Johnsona, starosty Londýna, který vznik systému podporoval.
V červnu 2010 začínal provoz s 5000 jízdními koly umístěnými na 315 stanovištích v londýnském City a v částech osmi londýnských městských obvodů. Stanoviště tak pokrývala oblast o rozloze zhruba 44 čtverečních kilometrů, jež se přibližně kryla s první zónou jízdného v londýnské hromadné dopravě. Později se systém rozrostl na 400 stanovišť s 6000 koly, která byla již použita pro více než čtyři milióny cest.
Původně bylo využití systému podmíněno zakoupením elektronické klíčenky, ale od 3. prosince 2010 bylo umožněno využití kol komukoliv, kdo má platnou kreditní nebo debetní kartu.
Předpokládané náklady systému na vybudování a šestiletý provoz jsou 140 miliónů liber a očekává se, že to bude posléze jediný ze systémů provozovaných organizací Transport for London, který pokryje svůj vlastní provoz. Banka Barclays přispívá k vybudování 25 milióny liber během prvních pěti let.
Jízdní kola i stanoviště jsou vyráběna v Kanadě a jejich vzorem je systém Bixi fungující v Montréalu.
Na úrovni politiky si zásluhy na zavedení systému připisuje Boris Johnson, přestože nápad se začal veřejně rozvíjet již ve funkčním období jeho předchůdce, Kena Livingstonea.

## Jízdní kola
Každé jízdní kolo systému BCH obsahuje následující prvky:
- pláště zvláštně odolné proti proražení
- brzdy v nábojích obou kol
- třírychlostní nábojovou převodovku ovládanou kroucením ovladače na pravé části řídítek
- kryt řetězu, aby uživatel nepotřeboval cyklistické sponky
- nábojový alternátor, který napájí přední a zadní blikající světla, která vydrží svítit ještě nejméně dvě minuty po zastavení
- zvonek
- malý košík na zavazadlo na řídítkách
- sedlo s nastavitelnou výškou
- blatníky
- stojánek

Součástí kol není žádný zámek jako je tomu třeba u pařížského Vélib'u. Součástí výpůjčky také není cyklistická přilba.
Vzhledem k tomu, že kolo je těžší než běžné soukromé sportovní kolo, jsou zde převody úmyslně o něco lehčí, než je obvyklé, aby bylo snazší na něm stoupat do kopce.